# Verșați, Ciîhîrîn
Verșați (în ucraineană Вершаці) este localitatea de reședință a comunei Verșați din raionul Ciîhîrîn, regiunea Cerkasî, Ucraina.

## Demografie
Componența lingvistică a localității Verșați
     Ucraineană (95,38%)
     Rusă (2,54%)
     Română (2,08%)
Conform recensământului din 2001, majoritatea populației localității Verșați era vorbitoare de ucraineană (95,38%), existând în minoritate și vorbitori de rusă (2,54%) și română (2,08%).